# 帕尼里火山
22°3′33″S 68°13′42″W / 22.05917°S 68.22833°W

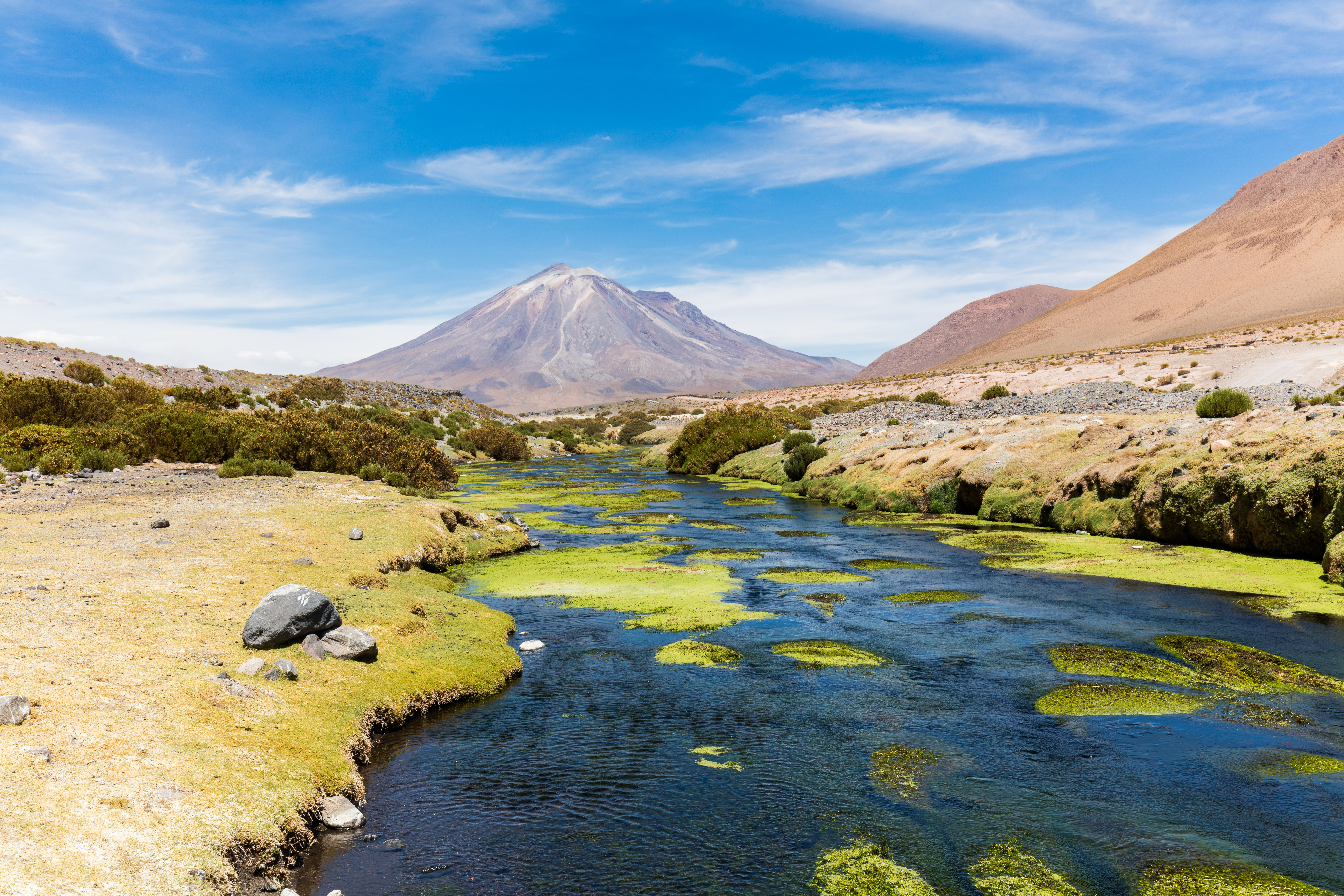

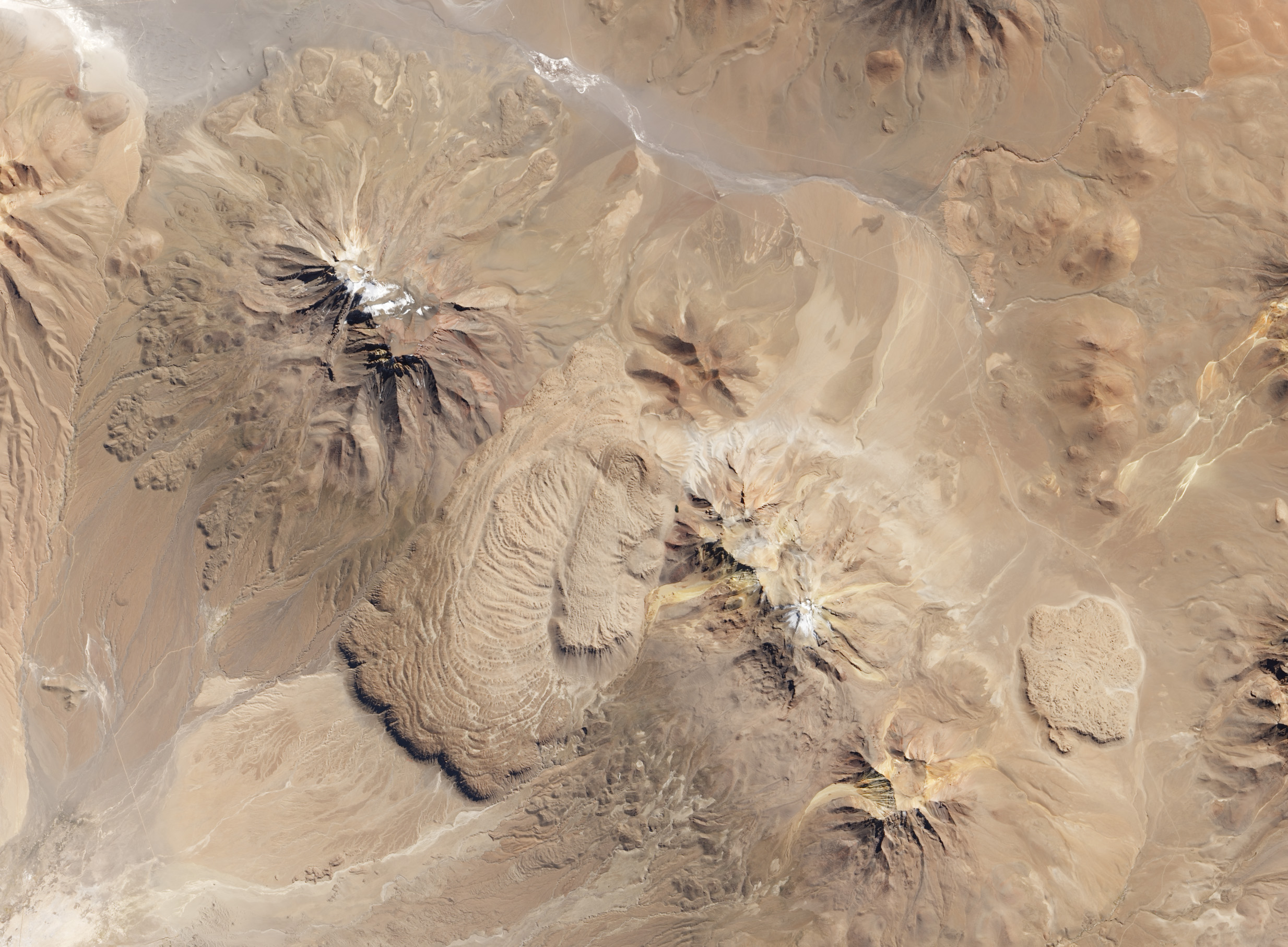

帕尼里火山（西班牙語：Paniri），是智利的火山，位於該國北部安托法加斯塔大區的洛阿省，屬於安第斯山脈的一部分，西北面有聖佩德羅火山和聖巴勃羅火山，東南面有萊翁山，海拔高度5,960米。